# فرندز: تجدید دیدار
دوستان: تجدید دیدار (به انگلیسی: Friends: The Reunion) که به نام‌های دوستان: دورهمی و آنجایی که آن‌ها پیش هم بازگشتند (انگلیسی: The One Where They Get Back Together) نیز شناخته می‌شود، یک قسمت ویژه تجدید دیدار از مجموعه کمدی موقعیت آمریکایی دوستان است. بن وینستون کارگردان و تهیه‌کننده‌های اجرایی این قسمت ویژه کوین اس برایت، مارتا کافمن، دیوید کرین و شش بازیگر اصلی مجموعه در کنار وینستون، هستند.
این قسمت در ۲۷ مه ۲۰۲۱ از اچ‌بی‌او مکس پخش شد.

## چکیده داستان
۱۷ سال پس از پخش آخرین قسمت این سریال (کسانی که در حال ترک بودند)، این شش بازیگر در سنترال پارک با هم ملاقات می کنند و خاطرات خود را یادآوری می کنند.

## ساخت
هالیوود ریپورتر در ۱۲ نوامبر ۲۰۱۹ اعلام کرد وارنر برادرز تله‌ویژن در حال توسعه یک تجدید دیدار از مجموعه دوستان برای اچ‌بی‌او مکس است که شامل همه بازیگران و سازندگان می‌شود. در ۲۱ فوریه ۲۰۲۰ وارنر مدیا اعلام کرد که یک قسمت ویژه بدون فیلم‌نامه از دوستان با بازگشت همه بازیگران و سازندگان اصلی در راه است.
تهیه‌کننده‌های اجرایی این قسمت ویژه سازندگان آن کوین اس برایت، مارتا کافمن و دیوید کرین، شش بازیگر اصلی مجموعه، جنیفر آنیستون، کورتنی کاکس، لیسا کودرو، مت له بلانک، متیو پری و دیوید شویمر هستند. بن وینستون از طریق فولول ۷۳ تهیه‌کنندگی اجرایی و کارگردانی این قسمت را بر عهده دارد. وارنر برادرز تله‌ویژن نیز در تولید این قسمت نقش دارد.

### فیلم‌برداری
این قسمت در لس آنجلس، کالیفرنیا در صحنه ۲۴، که به نام «صحنه دوستان» نیز شناخته می‌شود، در استودیوی برادران وارنر فیلم‌برداری شد. این صحنه همان جایی بود که در آن فیلم‌برداری مجموعه دوستان از فصل دوم تا به آخر انجام گرفت. فیلم‌برداری این قسمت در آوریل ۲۰۲۱ آغاز شد. این کار دو بار به تأخیر انداخته‌شد؛ یک بار در مارس ۲۰۲۰، که تاریخ اصلی آن ۲۳ مارس ۲۰۲۰ بود و باری دیگر در اوت ۲۰۲۰، که هر دو به دلیل دنیاگیری کووید-۱۹ بود.
این قسمت در برابر بینندگانی زنده که «بیشتر سیاهی‌لشکر، غربالگری‌شده از نظر کووید-۱۹ و استخدام شده بودند»، فیلم‌برداری شد.

## بازیگران

### بازیگران اصلی
- جنیفر آنیستون
- کورتنی کاکس
- لیسا کودرو
- مت له بلانک
- متیو پری
- دیوید شویمر

### سازندگان سریال
- کوین اس برایت
- دیوید کرین
- مارتا کافمن

### میزبان
- جیمز کوردن

### ستارگان مهمان
- دیوید بکام
- جاستین بیبر
- بی‌تی‌اس
- جیمز کوردن
- سیندی کرافورد
- کارا دلوین
- الیوت گولد
- کیت هرینگتون
- لیدی گاگا
- لری هانکین
- میندی کالینگ
- توماس لنون
- کریستینا پیکلز
- تام سلک
- جیمز مایکل تیلور
- مگی ویلر
- ریس ویترسپون
- ملاله یوسف‌زی
- نیکولت شریدان

## پخش
در اصل قرار بود این قسمت ویژه در ۲۷ مه ۲۰۲۰ در کنار ۲۳۶ قسمت دیگر برای نخستین بار از اچ‌بی‌او مکس قابل دیدن باشد.
در ۱۳ مه ۲۰۲۱، پیش‌نمایشی از این قسمت پخش و اعلام شد که این قسمت در ۲۷ مه ۲۰۲۱ از اچ‌بی‌او مکس قابل دیدن است.